# Noordbroek (waterschap)
Noordbroek is een voormalig waterschap in de provincie Groningen.
Het schap heeft nog geen twee jaar bestaan en kan als een opstapje worden gezien naar de concentratie van waterschappen die (onder andere) leidde tot Oldambt, waar het in opging. Het schap zelf was een fusie van de Evenreitstermolenkolonie, de Korengarst en de Noordermolenkolonie.
Waterstaatkundig gezien ligt het gebied sinds 2000 binnen dat van het waterschap Hunze en Aa's.